# Camponotus torrei
Camponotus torrei är en myrart som beskrevs av Carlos Guillermo Aguayo 1932. Camponotus torrei ingår i släktet hästmyror, och familjen myror. Inga underarter finns listade.